# Йомитан
Йомитан (яп. 読谷村 Ёмитан-сон) — село в Японии, находящееся в уезде Накагами префектуры Окинава. Площадь села составляет 35,17 км², население — 38 816 человек (1 августа 2014), плотность населения — 1103,67 чел./км².

## Географическое положение
Село расположено на острове Окинава в префектуре Окинава региона Кюсю. С ним граничат город Окинава, посёлок Кадена и село Онна.

## Население
Население села составляет 38 816 человек (1 августа 2014), а плотность — 1103,67 чел./км². Изменение численности населения с 1980 по 2005 годы:
| 1980 | 26 516 чел. |  |
| 1985 | 28 536 чел. |  |
| 1990 | 30 750 чел. |  |
| 1995 | 32 912 чел. |  |
| 2000 | 36 115 чел. |  |
| 2005 | 37 306 чел. |  |

## Символика
Деревом села считается Garcinia subelliptica, цветком — бугенвиллея.